# Rhynchopsilopa albipunctata
Rhynchopsilopa albipunctata är en tvåvingeart som beskrevs av Wirth 1968. Rhynchopsilopa albipunctata ingår i släktet Rhynchopsilopa och familjen vattenflugor. Inga underarter finns listade i Catalogue of Life.